# شارل بايو دي مورتانج
شارل بايو دي مورتانج (Charles Pahud de Mortanges) هو لاعب أولمبي لرياضة الفروسية من هولندا. شارك في الأولمبياد الصيفي في 1924–1936، وفاز بما مجموعه 5 ميداليات.

## الميداليات
| ذهب | فضة | برونز | المجموع |
| 4   | 1   | 0     | 5       |

## روابط خارجية
- شارل بايو دي مورتانج على موقع أوليمبيديا (الإنجليزية)